# Indigesti
Gli Indigesti sono un gruppo hardcore punk italiano nato a Vercelli nei primi anni ottanta. Assieme ad altri gruppi, quali Negazione, Declino, Peggio Punx, Blue Vomit e Nerorgasmo, hanno costituito la base della scena hardcore punk torinese e piemontese dell'epoca ed esponenti di primo piano di quello che fanzine e riviste come Maximumrocknroll definirono Italian hardcore.

## Storia del gruppo

### Primi anni di attività: 1982-1983
Gli Indigesti nascono sul finire del 1981 a Vercelli con una prima formazione di cui fanno parte Rudy Medea (voce), Enrico Giordano (chitarra), Roberto Vernetti (basso) e Massimo Corradino (batteria). Il loro primo concerto è datato 5 dicembre 1981 e si tenne nei dintorni di Vercelli. La loro prima pubblicazione è del 1982 e li vede compartecipi in uno split autoprodotto con i milanesi Wretched. Sempre del 1982 gli Indigesti realizzano una cassetta autoprodotta dal titolo Sguardo Realtà che verrà poi ristampata dalla statunitense Bad Compilation Tapes. Il gruppo si sciolse nel 1983.
In questo primo periodo di attività il sound che gli Indigesti proposero fu un hardcore punk grezzo, veloce, tagliente contro le convenzioni sociali e l'ignoranza delle masse, con pezzi come "No al sistema","Mass media" e "Polvere fastidiosa".

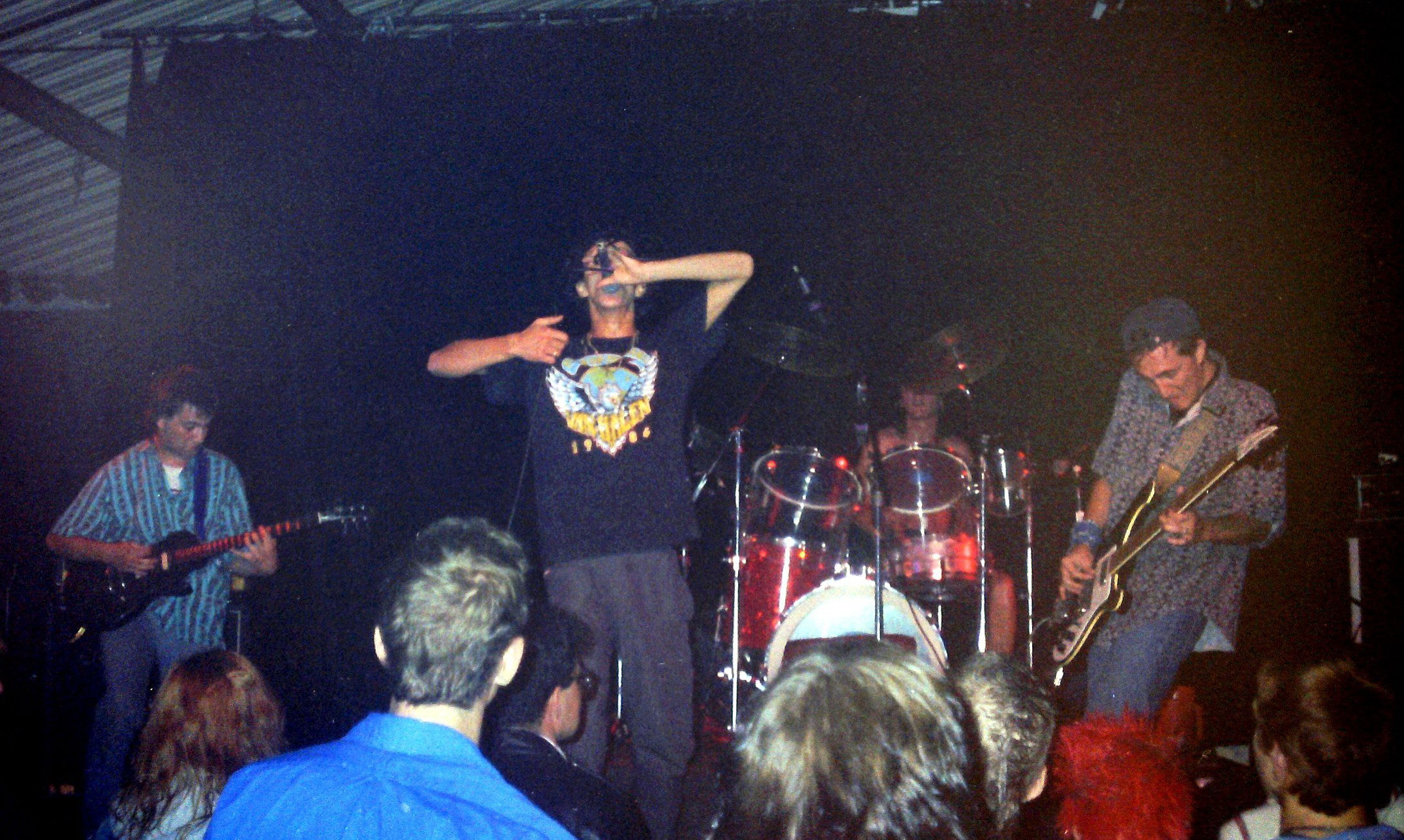
Indigesti - Live @ The Farm - San Francisco 1986

### Il ritorno sulla scena: 1985
Nel gennaio del 1985 il gruppo si riforma con l'ingresso nella band di Silvio Bernelli, già bassista dei torinesi Declino, con evidenti evoluzioni stilistiche rispetto al periodo precedente.
Le basi rimanevano sempre estremamente veloci e immediate, ma i testi si facevano più introspettivi, cupi e malinconici, escludendo qualsiasi slogan tipico dell'hardcore del periodo. Nell'estate del 1985 gli Indigesti iniziano un tour europeo dal quale torneranno con un album dal titolo Osservati dall'inganno  pubblicato per la neonata TVOR on vinyl. A fine anno Massimo Corradino lascia la band. Nel tour successivo entra alla batteria Maniglia, ex voce dei Crash Box, di li a poco verrà sostituito da Massimino Ferrusi (ex Stinky Rats).
Nel 1986 la statunitense BC Tapes & Records pubblicò l' EP dal titolo The Sand Through The Green. Al ritorno dal tour che ne seguì il gruppo si scioglie una seconda volta.

### Indigesti dopo gli Indigesti
Nel 1992 Roberto Vernetti entra a far parte degli Aeroplanitaliani di cui fu anche produttore dal gusto elettronicheggiante.
Nel 1994 la Vacation House Records di Rudy Medea pubblica l'Album raccolta dal titolo Sguardo Realtà 82/83 che ripercorre i primi anni degli Indigesti e nel 1996 l'album live Lübeck Live 02.09.87.
Diversi gruppi hardcore prenderanno ispirazione dallo stile introspettivo e caotico degli Indigesti, primi fra tutti i Sottopressione, che registreranno proprio negli studi della Vacation House Records.
La storia degli Indigesti è stata raccontata nel romanzo "I ragazzi del Mucchio", edito da Sironi Editore nel 2003 e nel 2009, scritto dall'ex bassista Silvio Bernelli.

### Rinascita: 2011
Nel 2012, in occasione del trentennale dalla nascita, il gruppo si ricostituisce con Rudy, Enrico,
Massimo e il nuovo bassista Mattia Ferrari, successore di Silvio e Roberto. Dal 2014 Andrea Franchino sostituisce alla voce il cantante storico Rudy Medea.

## Formazione

### 1982-83
- Rudy Medea - voce
- Enrico Giordano - chitarra
- Roberto Vernetti - basso
- Massimo Corradino -  batteria

### 1985-88
- Rudy Medea - voce
- Enrico Giordano - chitarra
- Silvio Bernelli (ex Declino) - basso
- Massimo Corradino -  batteria  (1985)
- Massimino Ferrusi - batteria (1986-88)

### 2011-2014
- Rudy Medea - voce
- Enrico Giordano - chitarra
- Mattia Ferrari  - basso
- Massimo Corradino -  batteria

### 2014-2016
- Andrea Franchino - voce
- Enrico Giordano - chitarra
- Mattia Ferrari  - basso
- Massimo Corradino -  batteria

Solo su "Sguardo realtà"
Daniele De Sanctis (ex HCN) - seconda chitarra

## Discografia
- 1982 - Music on Fire con Wretched, Raw Power, Rappresaglia, 5°Braccio, Crash Box, Stazione Suicida, BCT
- 1982 - Wretched/Indigesti (Split)
- 1982 - Sguardo realtà, BCT
- 1985 - Osservati dall'inganno reprint 2010 ShaKe Edizioni in cofanetto ISBN 9788888865874
- 1986 - The Sand Through the Green
- 1994 - Sguardo realtà 82/83
- 1996 - Lubeck live 02.09.87

### Documentari
- Italian Punk Hardcore: 1980-1989 di Angelo Bitonto, Giorgio S. Senesi e Roberto Sivilia (2015)